# Luis Guanella
Luis Guanella (en italiano: Luigi Guanella; Fraciscio di Campodolcino, Italia, 19 de diciembre de 1842 - Como, Italia, 24 de octubre de 1915), conocido simplemente como Don Guanella, fue un religioso católico italiano, fundador de la Congregación de Hijas de Santa María de la Providencia y de la Congregación de los Siervos de La Caridad, más conocidos como guanelianos. Fue beatificado en 1964 y canonizado en 2011, por lo que se le venera como santo en la Iglesia católica.

## Biografía

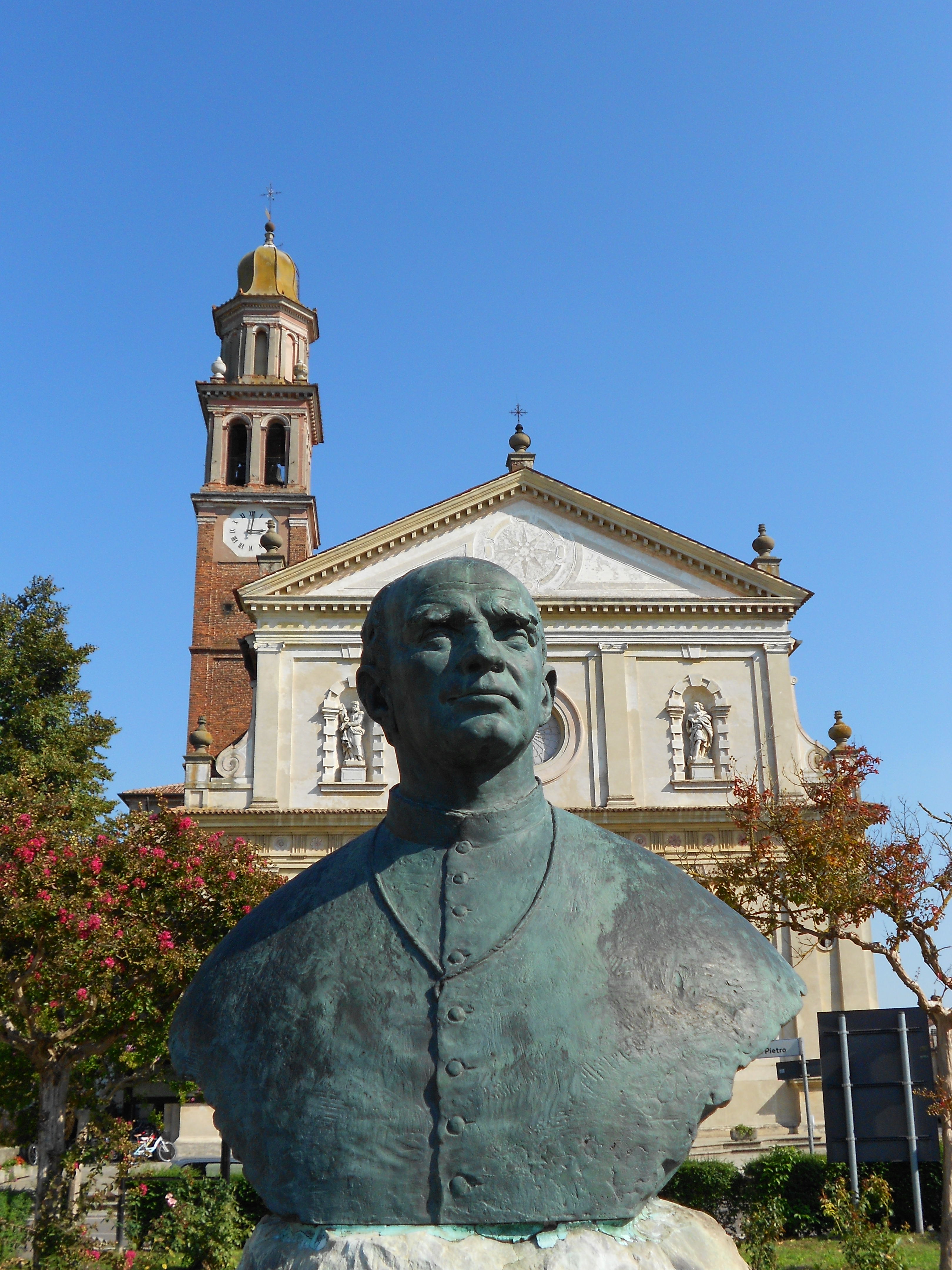
Monumento a San Luigi Guanella, Fratta Polesine, Rovigo

### Primeros años
Luis fue el noveno de los trece hijos de Lorenzo y María Bianchi. Nació el 19 de diciembre de 1842 en Fraciscio di Campodolcino,Lombardía. Al día siguiente fue bautizado en la parroquia de Campodolcino. La familia llevó una vida sencilla pero confortable. Luis cuidaba las ovejas de la familia y transportaba lana y otros derivados antes de empezar la escuela. Aprendió a hacer cosas con sus propias manos para no tener que depender del dinero para comprarlas hechas. Aprendió el valor y la pericia de la agricultura. A los doce años quiso ingresar al seminario pero su padre dudaba poder costearle los estudios y su tío le consiguió una beca de estudio. Obtuvo buenas notas y completó sus estudios secundarios en 1859.

### Sacerdote y fundador
Luis Guanella fue ordenado sacerdote el 26 de mayo de 1866. Su primer servicio sacerdotal fue ayudar en la pastoral a un anciano párroco. Realizaba penitencias por sus feligreses, hasta que su párroco se lo prohibió por motivos de salud. Defendió la dignidad del ser humano, estableciendo casas para la atención de ancianos, incurables, impedidos mental y físicamente y todos los considerados socialmente discapacitados que eran abandonados por sus familias. Para perpetuar dichas obras, instituyó las congregaciones de los Siervos de la Caridad y de las Hijas de Santa María de la Providencia.
En 1878 el obispo envió Guanella a sustituir al sacerdote Coppini, fallecido, a establecer una comunidad religiosa. En cinco años fundó la congregación de las Hijas de Santa María de la Providencia, estableciendo su casa principal en Como.

El siervo de la Caridad debe acostarse cada noche tan cansado por el trabajo, como si lo hubieran molido a palos.
Luis Guanella

Fue amigo personal del papa Pío X, que le ayudó con sus obras de caridad. Construyó el hogar para niños retardados en Roma que lleva el nombre del pontífice. En 1905 y 1915 prestó ayuda a los damnificados por los respectivos terremotos acaecidos en Italia. Durante la Primera Guerra Mundial participó activamente en las tareas de asistencia, lo que le valió el reconocimiento de la Cámara de Diputados que le otorgó la medalla de oro.

### Misionero
Don Guanella se convirtió en misionero con la creación de las «Estaciones Católicas» que impulsaron el retorno al catolicismo de algunas regiones de Suiza. Promovió la devoción a la Virgen de Lourdes, condujo una peregrinación italiana al Congreso Eucarístico de Londres y viajó a Estados Unidos en 1912 para comprobar la situación de los inmigrantes italianos. Posteriormente, envió a la congregación para que prestasen asistencia a esos inmigrantes, así como a los discapacitados físicos y mentales.

### Muerte
Luis Guanella falleció en la Casa Madre de Como el 24 de octubre de 1915, legando sus congregaciones.

## Culto
El 15 de marzo de 1939, fue introducida la causa de beatificación. El proceso diocesanos se llevó a cabo en la localidad de Como. Fue beatificado por Pablo VI el 25 de octubre de 1964 y canonizado por Benedicto XVI el 23 de octubre de 2011. Su cuerpo se venera en el Santuario del Sagrado Corazón de Como y su fiesta se celebra el 24 de octubre.